# Национален музей (Прага)
Националният музей (на чешки: Národní muzeum) е най-големият държавен музей в Прага, създаден в началото на 19 век.

## Главно здание
Неоренесансовото здание на Националния музей има височина над 70 m и дължина на фасадата около 100 m. То е построено в периода от 1885 до 1890 г. Негов автор е Йозеф Шулц. Зданието се намира на Вацлавския площад и е неговата архитектурна доминанта.
Пред зданието през 1912 г. е поставен паметник на Свети Вацлав, творба на Йозеф Вацлав Мисълбек.